# Самбо на летней Спартакиаде народов СССР 1975
29-й чемпионат СССР по самбо проходил в Тбилиси во Дворце спорта с 4 по 6 июля 1975 года в рамках летней Спартакиады народов СССР. В соревнованиях участвовало 156 спортсменов.

## Медалисты
| Весовая категория              | Золото                                         | Серебро                                           | Бронза                                             |
| ------------------------------ | ---------------------------------------------- | ------------------------------------------------- | -------------------------------------------------- |
| Наилегчайший вес (до 48 кг)    | Бахром Акилов «Буревестник» (Самарканд)        | В. Карженевский Вооружённые Силы (Таллин)         | Анатолий Жуланов «Урожай» (Минск)                  |
| Легчайший вес (до 52 кг)       | Иосиф Магалашвили «Динамо» (Тбилиси)           | Владимир Дмитриев Вооружённые Силы (Тула)         | Геннадий Георгадзе «Ашхатанк» (Абовян)             |
| Полулёгкий вес (до 57 кг)      | Владимир Кюллёнен Вооружённые Силы (Ленинград) | Антанас Сонгайла Вооружённые Силы (Литовская ССР) | Нариман Сулейманов Вооружённые Силы (Киев)         |
| Лёгкий вес (до 62 кг)          | Михаил Юнак «Динамо» (Львов)                   | Зяки Умяров «Труд» (Дзержинск)                    | Евгений Подолякин Вооружённые Силы (Узбекская ССР) |
| 1-й полусредний вес (до 68 кг) | Арамбий Хапай Вооружённые Силы (Майкоп)        | Эдуард Техов «Динамо» (Каунас)                    | Александр Колпаков Вооружённые Силы (Кишинёв)      |
| 2-й полусредний вес (до 74 кг) | Сабир Курбанов «Динамо» (Бухара)               | Виталий Быченок Вооружённые Силы (Киев)           | Акакий Окропиридзе Вооружённые Силы (Тбилиси)      |
| 1-й средний вес (до 82 кг)     | Чесловас Езерскас Вооружённые Силы (Каунас)    | Гумер Костоков Вооружённые Силы (Майкоп)          | Владимир Пушница «Динамо» (Алма-Ата)               |
| 2-й средний вес (до 90 кг)     | Александр Пушница «Динамо» (Омск)              | Владимир Соловьёв «Динамо» (Ленинград)            | Валерий Кардаполов Вооружённые Силы (Минск)        |
| Полутяжёлый вес (до 100 кг)    | Саидмумин Рахимов «Хосилот» (Душанбе)          | Альгирдас Жулонас «Динамо» (Паневежис)            | Владимир Дутов Вооружённые Силы (Майкоп)           |
| Тяжёлый вес (свыше 100 кг)     | Виталий Кузнецов Вооружённые Силы (Москва)     | Владимир Кливоденко «Динамо» (Волгоград)          | Роин Одишелидзе Вооружённые Силы (Тбилиси)         |

## Командный зачёт

### Среди регионов
1. РСФСР;
2. Грузинская ССР;
3. Литовская ССР;

### Среди обществ
1. Советская Армия;
2. «Динамо»;
3. «Буревестник»;